# GE 44トンディーゼル機関車

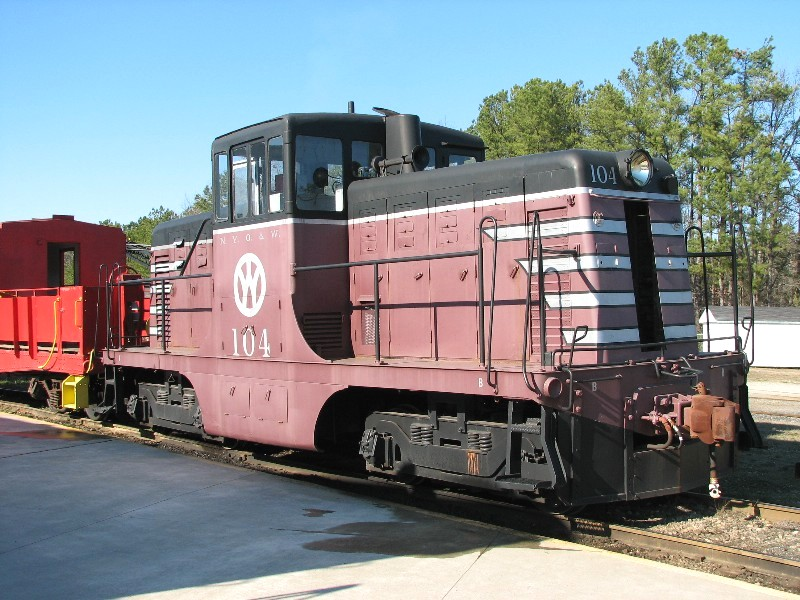
ニューヨーク・オンタリオ・アンド・ウェスタン鉄道の#104。サウスイースタン鉄道博物館にて。フェーズ1。

GE 44トンディーゼル機関車は、ゼネラル・エレクトリックが1940年から1956年にかけて製造した、4動軸（AAR表記 B-B、UIC表記 Bo'Bo' ）の電気式ディーゼル機関車である。44トンと通称されるが、米トンであり、日本で一般的なメトリック表示では40トンであることに注意されたい。

## 44トンの意味
本形式は産業用と入換用の目的をもって製造された。従前、そうした作業は蒸気機関車が使用されていたが、蒸気機関車を運転する要員は機関士と火夫（機関助士）の2名必要であった。そこを合理化するために導入されたのが本形式である。
1940年代に北米の鉄道界において機関車のディーゼル化が進められたとき、乗務員たちは合理化で自分の雇用が危うくなることを察知した。そこで労働組合は重量9万ポンド（45米トン=約40.8トン）以上の機関車には機関助士を乗務させるという契約を鉄道会社と交わした。本形式は、その契約値を下回る44米トンとし、機関助士の乗務の必要のない機関車とした。
GE以外のメーカーも本形式同様の44トンの機関車を製造したが、本形式がもっとも普及し、348両が北米各地で使用された。現在も多数が使用され、また保存されている。

## 製造年次による差異

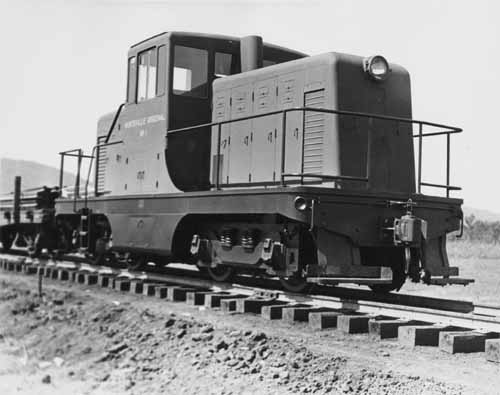
フェーズ1。

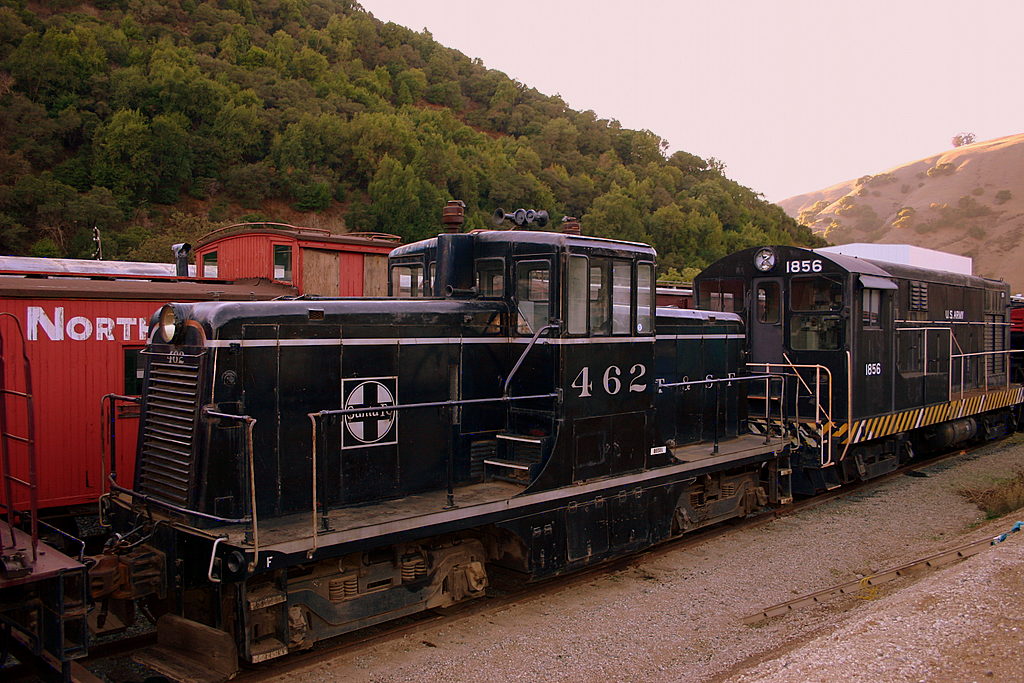
フェーズ4。

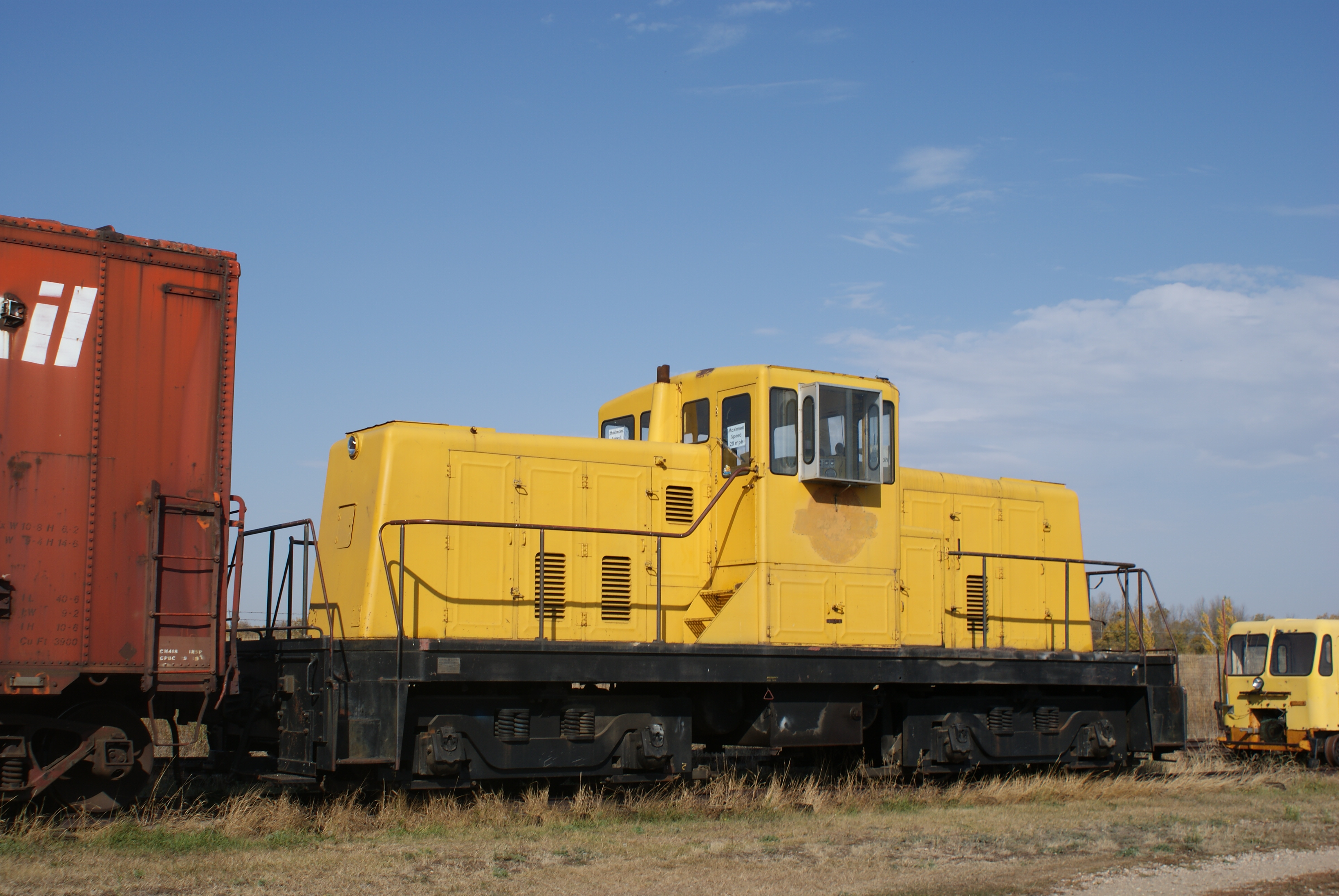
フェーズ5。サスケハナ鉄道博物館にて。

### フェーズ1
1940年9月4日にシカゴ・バーリントン・アンド・クインシー鉄道に納入されたのを嚆矢とし、1942年10月までに79両が製造されたグループ。エンジンフード側面にラジエーターのルーバーが配置されている。ランボードへのステップは車体片側に1カ所のみ。全長33フィート5インチ（10.18メートル）。

### フェーズ2
1942年12月から1943年5月まで43両が製造されたグループ。ラジエターはフード前端に配置され、オーバークールを防ぐシャッターを装備している。ランボードへのステップは車体側面両端にある。ダルース・ユニオン・デポ・アンド・トラスファー鉄道の2両はブダ製エンジンを搭載している（後述）。

### フェーズ3
1943年11月から1945年6月までに34両が製造されたグループ。フード側面の点検扉の形状がそれまでと異なる。

### フェーズ4
1945年3月から1951年9月までに、フェーズ3と平行して171両が製造されたグループで、本形式中もっとも多い。うち62両は出力400馬力とされた。フード側面上部に小さな空気取り入れ口が設けられた。

### フェーズ5
1951年11月から1956年10月までに、43両が製造されたグループ。それまでは丸形だった前照灯が角形となり、フードの点検扉に水平のウェブが設けられた。うち14両はアメリカ軍の重量制限により2フィート短い。最後の4両は後述の通りD342型エンジンを搭載した。

## 原動機
本形式は車体中央に運転台（キャブ）を設け、その前後のフード（ボンネット）内に原動機と発電機を1セットずつ収めている。ほとんどがキャタピラー社製のV型8気筒180馬力（134キロワット）のディーゼルエンジン、D17000型（排気量27.14リットル）を搭載している。
それ以外では、ハーキュレスDFXD型エンジン（V型6気筒、14.03リットル）を搭載したものが9両あり、ブダ製6DH1742型200馬力（150キロワット、V型6気筒、27.31リットル）を搭載したものが10両、キャタピラー社のD342型（V型6気筒、20.38リットル）を搭載したものが4両ある。DFXD型搭載のものは、2両がチャタヌーガ・トラクションに、7両がミズーリ・パシフィック鉄道とその子会社に納められた。D342型を搭載したものは最後に製造されたもので、カナディアン・ナショナル鉄道に3両、ダンスビル・アンド・マウント・モーリス鉄道に1両が収められた。

## 軍用機関車
第二次世界大戦中、GEは「ドロップ・キャブ」と呼ばれるタイプ（低運転台仕様）をアメリカ軍向けに製造した。これは、キャブの屋根高さをヨーロッパの車両限界にあわせて低めたもので、標準型でキャブの下に配置してある空気圧縮機を搭載するスペースがなくなるため、キャブ脇のランボード上の進行方向右側前部と左側後部（点対称）に大きな機器箱を設け、そこに収めている。軍用機関車はその多くが死重を搭載し、45トンとなっている。

## オーストラリア
アメリカ軍には47両が収められたが、そのうち4両はオーストラリアに輸出された。 ニュー・サウス・ウェールズ州鉄道（New South Wales Government Railways、NSWGR）の79型（New South Wales 79 class locomotive）として使用された。うち2両は連邦鉄道(Commonwealth Railways)に売却され、DEクラスとされた。

## ポルトガル
1949年、12両のドロップ・キャブ（低屋根バージョン）がポルトガル鉄道に収められた。イベリア半島の1668mm軌間の鉄道で、#1101から#1112とされた。初期には小運転に使用され、のちに南部の駅での入換に使用された。
現在は引退し、1両がエントロンカメント（Entroncamento）の国立鉄道博物館に保存されている。

## 保存車両

### アメリカ
- ウェスタン・パシフィック鉄道博物館 - カリフォルニア州ポートラ。タイドウォーター・サザン鉄道から寄贈された#735が保存されている。かつてこの地でクインシー鉄道の44トン機、#3が使用されていたが、アメリカン・ロコモティブのS-1の#4に置き換えられていた。
- レーク・スペリオル・アンド・ミシシッピ・鉄道 - ミネソタ州ダルース。ラク・デ・フランボー製紙会社で使用されていたものを使用している。
- カリフォルニア州立鉄道博物館 - オールド・サクラメント・ヒストリック・パーク(Old Sacramento State Historic Park)にて、サクラメント・サザン鉄道の#1240を稼働させている。この車両は元アメリカ軍のもので、カリフォルニア州のマクレラン空軍基地で使用されていた。
- サウスイースタン鉄道博物館 - ジョージア州ダルース。ニューヨーク・オンタリオ・アンド・ウェスタン鉄道の#104が保存されている。